# جورج وليام ريندل
السير جورج وليام ريندل (بالإنجليزية: George William Rendel)‏، (1889 - 6 مايو 1979) كان دبلوماسي بريطاني.
كان رئيس دائرة الشرق في وزارة الخارجية، 1930-1938. في عام 1937 هو وزوجته جيرالدين (1884-1965) عبرا شبه الجزيرة العربية. زوجته جيرالدين، كانت أول امرأة أوروبية تتناول العشاء في قصر البديعة الملكي في الرياض.